# Alyssum mouradicum
Alyssum mouradicum là một loài thực vật có hoa trong họ Cải. Loài này được Boiss. & Balansa mô tả khoa học đầu tiên năm 1859.